# Sergeï Novikov
Pour les articles homonymes, voir Sergueï Novikov.
Siarheï Valiantsinavitch Novikaw (en biélorusse : Сяргей Валянцінавіч Новікаў) ou Sergueï Valentinovitch Novikov (en russe : Сергей Валентинович Новиков ; en anglais : Sergey Novikov), né le 27 avril 1979 à Tchavoussy en RSS de Biélorussie (Union soviétique), est un biathlète biélorusse, médaillé olympique individuel en 2010.

## Biographie

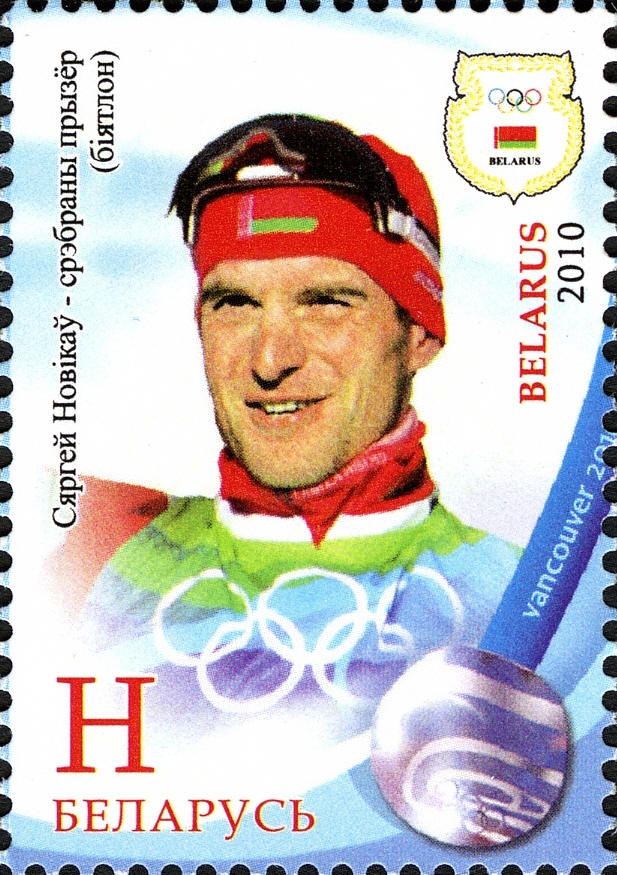
Timbre pour commémorer la médaille aux Jeux de 2010

Le Biélorusse commence sa carrière internationale en 1999 à la Coupe d'Europe junior, finissant deuxième pour sa première course. Il commence dans la Coupe du monde lors de la saison 2000-2001 et y marque ses premiers points en 2002-2003 à Lahti (14e). Il obtient son premier podium en relais en janvier 2006 à Oberhof, avant de prendre part aux Jeux olympiques de Turin, puis de devenir champion d'Europe de la poursuite et du relais.
Son principal fait d'armes (et seul podium individuel mondial) est sa médaille d'argent lors de l'individuel des Jeux olympiques de Vancouver 2010 à égalité avec Ole Einar Bjørndalen et à seulement 9 secondes du Norvégien Emil Hegle Svendsen grâce à son sans faute au tir. Il compte aussi un podium en Championnat du monde, une médaille de bronze obtenue lors du relais mixte en 2008 en compagnie de Liudmila Kalinchik, Darya Domracheva et Rustam Valiullin. Membre de l'équipe nationale depuis 1999, il arrête sa carrière en 2014 après les Jeux olympiques de Sotchi.

## Palmarès

### Jeux olympiques d'hiver
| Épreuve / Édition | Individuel                         | Sprint | Poursuite | Départ en masse | Relais | Relais mixte                     |
| Turin 2006        | 24e                                | 30e    | 30e       | -               | 11e    | Épreuve inexistante à cette date |
| Vancouver 2010    | Médaille d'argent, Jeux olympiques | 40e    | 21e       | 20e             | 15e    | Épreuve inexistante à cette date |
| Sotchi 2014       | 54e                                | 52e    | 52e       | -               | 13e    | -                                |

- - : pas de participation à l'épreuve.
- : épreuve non olympique

### Championnats du monde
| Mondiaux \ Épreuve         | Individuel                   | Sprint                       | Poursuite                    | Départ en masse              | Relais                       | Relais mixte             |
| Hochfilzen 2005 / Kanthy-M | 22e                          | —                            | —                            | —                            | 4e                           | 12e                      |
| Pokljuka 2006              | Jeux olympiques de Turin     | Jeux olympiques de Turin     | Jeux olympiques de Turin     | Jeux olympiques de Turin     | Jeux olympiques de Turin     | 14e                      |
| Antholz 2007               | 34e                          | 39e                          | 39e                          | —                            | 20e                          | —                        |
| Östersund 2008             | 14e                          | 22e                          | 26e                          | 29e                          | 8e                           | Médaille d'argent, monde |
| Pyeongchang 2009           | 25e                          | 31e                          | 48e                          | —                            | 19e                          | 9e                       |
| Khanty-Mansiïsk 2010       | Jeux olympiques de Vancouver | Jeux olympiques de Vancouver | Jeux olympiques de Vancouver | Jeux olympiques de Vancouver | Jeux olympiques de Vancouver | 9e                       |
| Khanty-Mansiïsk 2011       | 62e                          | —                            | —                            | —                            | 13e                          | 10e                      |
| Ruhpolding 2012            | 9e                           | 23e                          | 25e                          | 27e                          | 4e                           | 6e                       |
| Nove Mesto na Morave 2013  | 16e                          | 69e                          | —                            | —                            | 15e                          | 11e                      |

Légende :
- : deuxième place, médaille d'argent
- — : Non disputée par Novikaw

### Coupe du monde
- Meilleur classement général : 26e en 2010.
- 1 podium individuel : 1 deuxième place (individuel des Jeux olympiques de 2010).
- 2 podiums en relais : 2 troisièmes places.

#### Classements en Coupe du monde
| Saison    | Classement général final | Individuel | Sprint | Poursuite | Mass start |
| 2000-2001 | nc                       | nc         | nc     | nc        |            |
| 2001-2002 | nc                       | nc         | nc     | nc        |            |
| 2002-2003 | 61e                      | nc         | 49e    | nc        |            |
| 2003-2004 | 75e                      | nc         | 72e    | 69e       |            |
| 2004-2005 | 61e                      | 40e        | 59e    | 63e       |            |
| 2005-2006 | 45e                      | 46e        | 66e    | 31e       | 39e        |
| 2006-2007 | 58e                      | 63e        | 63e    | 39e       |            |
| 2007-2008 | 52e                      | 34e        | 58e    | 46e       | 44e        |
| 2008-2009 | 42e                      | 28e        | 44e    | 51e       | 33e        |
| 2009-2010 | 26e                      | 16e        | 30e    | 20e       | 28e        |
| 2010-2011 | 86e                      | 65e        | 79e    | 87e       |            |
| 2011-2012 | 51e                      | 33e        | 59e    | 59e       | 46e        |
| 2012-2013 | 75e                      | 44e        | nc     | nc        |            |
| 2013-2014 | 90e                      | nc         | 82e    | nc        |            |

### Championnats d'Europe
- Médaille d'or de la poursuite et du relais en 2006.
- Médaille d'argent du sprint en 2006.
- Médaille de bronze du relais en 2007.

### Championnats du monde de biathlon d'été
- Médaille de bronze du relais en 2005.

### Universiade
- Médaille d'or de l'individuel et du relais en 2007.